# Scream (film fra 1996)
 For alternative betydninger, se Scream. (Se også artikler, som begynder med Scream)
Scream er en amerikansk gyserfilm fra 1996, med bl.a. Neve Campbell, Skeet Ulrich, Courteney Cox og David Arquette på rollelisten. Filmen er instrueret af Wes Craven. Det er den første film i Scream-serien, der i første omgange blev fulgt op med en film i 1997 og siden har fået yderlgiere fire film.
Filmen blev meget populær og bidrog til at revitalisere slasherfilmen.

## Handling
Scream 1:
Der er sket et mord. Casey (Drew Barrymore) bliver myrdet og det samme gør hendes kæreste Steve (Kevin Patrick Walls). Sidney (Neve Campbell) opdager det i skolen dagen efter, men hun bliver hurtig rolig. Men hun begynder at bliver urolig, da hun bliver angrebet af morderen. Hun når at slippe væk, og hendes bedste veninde Tatum (Rose McGowan) og hendes bror betjent Dewey (David Arquette) støtter hende. Dewey arbejder på en måde på sagen om, hvem morderen er. Stjernejournalisten Gale Weathers (Courteney Cox) prøver at snige sig ind og få noget stof til at lave et program af, men det går ikke som planlagt.

## Modtagelse
Scream blev godt modtaget af filmkritikerne og har opnået så meget som 84% på Rotten Tomatoes og 65% på Metacritic (juni 2009). Anmelderne i kendte publikationer som Entertainment Weekly, Los Angeles Times og Washington Post var blandt de, som udtrykte mest begejstring, men også TV Guide og Roger Ebert i Chicago Sun-Times gav den gode skudsmål. Stemningen var mere lunken hos Variety og The New York Times, mens San Francisco Examiner var blandt de mest negative.
Filmen blev en stor publikumssucces i USA og indbragte over $103 millioner i amerikanske biografer alene, noget som gjorde at den havnede på en 13-plads over de mest indbringende film i USA for 1996. Den havde også succes uden for USA og endte der på et resultat på $70 millioner. Filmen endte dermed med en total på over $173 millioner og havnede på en 15-plads over de mest indbringende film for 1996.
Scream er blevet stående som den mest indbringende slasherfilm i verden.

## Medvirkende
- Neve Campbell – Sidney Prescott
- Rose McGowan – Tatum Riley
- Courteney Cox – Gale Weathers
- David Arquette – Dewey Riley
- Matthew Lillard – Stu Macher
- Skeet Ulrich – Billy Loomis
- Jamie Kennedy – Randy Meeks
- Drew Barrymore – Casey Becker
- Henry Winkler – Rektor Arthur Himbry
- Joseph Whipp – Sheriff Burke
- W. Earl Brown – Kenneth "Kenny" Jones
- Liev Schreiber – Cotton Weary
- Emma Roberts - Jill Roberts
- Hayden Panettiere-Kirby
- Rory Culkin-Charlie Walker
- Erik Knudsen- Robbie Mercer